# Gael Bonilla
Yahir Gael Bonilla Silva (Ecatepec de Morelos, 26 febbraio 2003) è un cestista messicano.

## Carriera

### Nazionale
Nel 2022 ha partecipato, con la nazionale messicana, ai Campionati americani, conclusi al quinto posto finale.
Nel 2023 è stato convocato per il Mondiale.